# Vuelo 462 de TAAG Angola Airlines
El accidente del Boeing 737 de TAAG Angola Airlines en 1983 se produjo justo después de que un Boeing 737-200 despegara del aeropuerto de Lubango en Lubango, Angola, en un vuelo nacional regular (número de vuelo DT462) al Aeropuerto Quatro de Fevereiro en Luanda el 8 de noviembre de 1983. La aeronave tenía 126 pasajeros y cuatro tripulantes a bordo.
El avión estaba a 200 pies (61 m) y subía cuando comenzaba a descender y girar a la izquierda. La punta del ala izquierda golpeó el suelo, y el avión se rompió y estalló en llamas. Los restos se detuvieron a 800 metros (2.625 pies) del final de la pista del Aeropuerto Internacional de Lubango. El accidente mató a las 130 personas a bordo.

## Investigaciones
Los guerrilleros de Unión Nacional para la Independencia Total de Angola (UNITA) afirmaron haber derribado el avión que creían que solo transportaba personal militar con un misil tierra-aire para protestar contra el gobierno de Angola. La investigación posterior a la colisión de los restos del avión por parte de las autoridades angoleñas reveló que no hay pruebas concluyentes del daño del misil, y la causa del choque se considera oficialmente como una falla mecánica.